# Valentino Guseli
Valentino Guseli, né le 1er avril 2005 est un snowboarder Australien. 

## Palmarès
- Bakuriani - Mondiaux 2023 :
  -  Médaillé d'argent en half-pipe.

### Coupe du monde
- 2 gros globes de cristal :
  - Vainqueur du classement Park & Pipe en 2023 et 2024.
- 1 petit globe de cristal :
  - Vainqueur du classement big air en 2023.
- 9 podiums : 2 victoire.

#### Détails des victoires
| Épreuve / Édition | Big air  | Halfpipe |
| ----------------- | -------- | -------- |
| 2022-2023         | Edmonton |          |
| 2023-2024         |          | Calgary  |